# Häxprocessen i Södra Ny

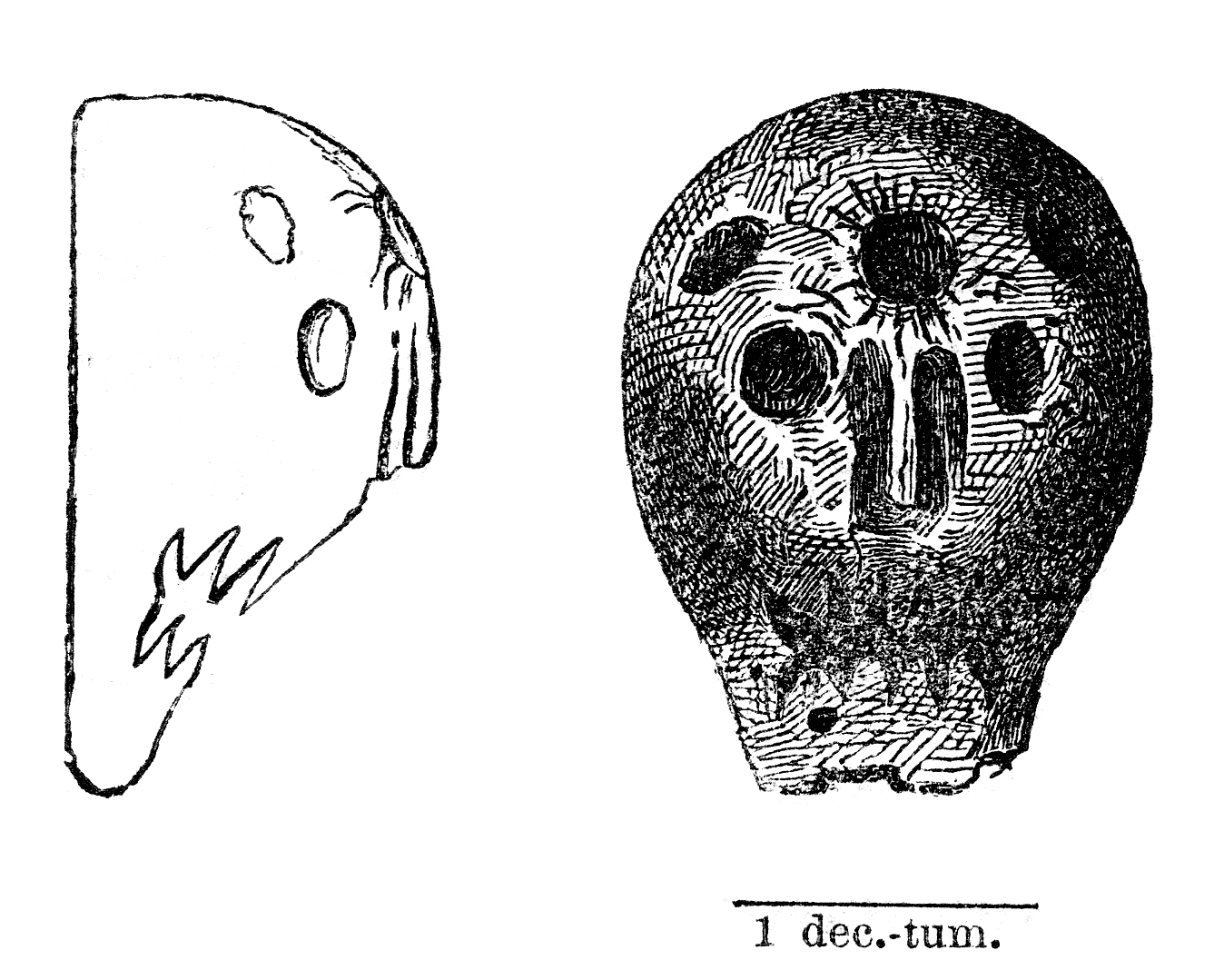
Illustration ur Wärend och Wirdarne: "Trollbackan Kapten Elins s. k. afgud, förvarad i k. Göta Hofrätt."

Häxprocessen i Södra Ny, som ägde rum i Södra Ny socken i Näs härad i Värmland under åren 1720–1724, var den näst sista stora häxprocessen i Sverige. Det var den första större häxförföljelsen i Sverige sedan Det stora oväsendet åren 1668–1676. Den ledde inte till några dödsdomar, men flera personer utsattes för tortyr och dömdes till spöstraff, fängelse och förvisning. Den är därmed den sista häxprocess i Sverige där personer har dömts för häxeri.

## Processen

### Bakgrund
I Södra Ny uppgav den tio år gamla föräldralösa Brita Persdotter i Lillängen (1710-1722) att hon hade förts till gille på Blåkulla påsken 1720 av Elin Eriksdotter i Mofikerud, Lisbet Svensdotter i Dalen och Kerstin Nildsdotter från Gunnarsryd. Hon nämnde detta för sitt husbondfolk strax därpå, och dessa talade om det för prästerskapet och kronobetjäningen. Prästerskapet tog aktiv del i undersökningen. 
Biskop Bröms i Karlstad tog med sig Persdotter på en inspektionsresa till grannförsamlingarna, där hon fick peka ut kvinnor vid kyrkporten efter söndagsmässan. De anklagade kallades sedan inför häradstinget, ledd av häradshövding Johan Ekstedt.

### Anklagade
1. Kierstin Nilsdotter från Gunnarsryd, "Mickelsmor", 44 år, knektänka, bekände: spöstraff.
2. Kerstin Svensdotter i Takene, "Kerstin i Takene", 25 år, piga: frikänd (bestraffades dock för hor efter att ha fått barn med en fängelsevakt)
3. Elin Ericksdotter från Kopparviken från Mofikerud, "Elin i Mofikerud", "Mofike-Elin", "Kapten Elin", cirka 60 år, bekände: spöstraff och landsförvisning.
4. Elisabeth Larsdotter Biberg, "Lisbet i Fjället", knektänka, bekände men återtog bekännelsen: frikänd.
5. Elisabeth Hansdotter i Tolerudsskog, "Lisbet i Klämma", knektänka, klok gumma, bekände: spöstraff och landsförvisning.
6. Elisabeth Swensdotter i Dalen, "Lisbet i Dalen", knektänka, klok gumma: spöstraff.
7. Marita "Marit" Annonsdotter, Britta Persdotters mormor och fostermor: dog i fängelset i Örebro.
8. Karin Larsdotter i Rösa: frikänd.
9. Anna Johansdotter/Jönsdotter i Gunnarsrud, 70 år: spöstraff.
10. Kierstin Andersdotter i Dalen, "Ramme-Kersti", tiggare och knektänka, klok gumma: spöstraff.
11. Beata Johansdotter/Jönsdotter i Bråten, inhysehjon, klok gumma: frikänd.

### Rättegång
Rannsakningen hölls 19-24 augusti 1720 vid urtima häradsting hemma hos landsman Erik Andersson i Hög i Huggenös socken under ledning av häradshövding Johan Ekstedt. Den mest uppmärksammade av de åtalade var torparhustrun Elin i Mofikerud. Hon var impopulär och ansågs bringa olycka eftersom hon ägnade sig åt vad som uppfattades som magiska konster. Brita utpekade Elin som anförare av de häxor som förde folk till Blåkulla. Elin kallades, som häxornas påstådda anförare, för Kapten Elin. 
Britas berättelse var typisk: hon uppgav att Elin påsknatten hade kommit till hennes sovrum genom skorstenen. Elin hade lagt en träklamp i Britas säng, som skulle se ut som henne under de tid hon var borta, och därefter smort en käpp med olja ur ett horn och efter en trollramsa farit med henne upp i luften, där käppen förvandlades till en hare. På vägen, där de flög med andra häxor i luften, hade de mött Djävulen som skar Brita i fingret och klippte av en lock av hennes hår. Häxorna hade sedan följt honom till Ny sockenkyrka, där Djävulen utförde en svart mässa och gav dem sakramentet som då var hans kropp och blod i stället för Kristus. Sällskapet hade därefter flugit till en gård utanför Karlstad, som visade sig vara Blåkulla, där även Satans hustru, "en liten Menniska, klädd i sidt grådt lakan", närvarade. På hemvägen hade häxorna skrapat metall av kyrkklockor, tjuvmjölkat kor och lagt olycksbringande föremål under grannarnas trösklar. Brita hade vid hemkomsten blivit sjuk och hungrig och gripits av ånger och behov att berätta.
Elin nekade, men sedan hon "fått föreställningar" från häradshövdingen och befallningsman och närvarande präster hade hon avlagt bekännelse. Hon uppgav att hon för tre år sedan hade fått besök av Satan sedan hon satt ensam hemma när maken var bortrest, som frågade varför hon satt där i fattigdomen, och av honom tagits till vackra hus och förevisats vackra gåvor, som han lovade att ge henne. Hon hade också fått mat och dryck. Vid återkomsten hade hon fått ett smörjhorn, känts sig hungrig trots allt hon ätit och sedan dess besökt Blåkulla under skärtorsdag, långfredag och påsknatten.
De åtalade förhördes under tortyr med handklovar. Fyra av fjorton kvinnor erkände sig skyldiga till vad de anklagades för. Elva av dem överfördes sedan till fängelset på Örebro slott.

### Upplösningen
Landshövding Conrad Ribbing reagerade med ogillande över hela affären och uttryckte 28 augusti 1720 sitt missnöje över häradshövding Johan Ekstedt och kronobefallningsman Bagge. Vid samma tidpunkt inkom en böneskrift till Ribbing från de fängslade på Örebro slott. Samtliga nio åtalade beskrev för honom sitt fall: två uppgav sig ha gett ett falskt erkännande på grund av svaghet och utmattning, och sex stycken sade sig ha blivit förhörda med tortyr, av vilka tre hade erkänt på grund av smärtan, medan tre hade stått emot den.
Ribbing gjorde en egen undersökning av fallet. I undersökningen framkom att flera av de åtalade länge hade haft ett dåligt rykte för trolldom och signeri, och att mycket boskap hade blivit mindre lönsamma på grund av dålig skötsel och dessutom visat sig ha fått svansarna avklippta. Brita Persdotter hade vid samma tid fått höra en hel del gamla berättelser om hur häxorna deltog i svarta mässor i kyrkan och reste till Blåkulla och skavde metall av kyrkklockorna. Men det hade varit omöjligt att hålla en svart mässa i kyrkan med sakramenten, eftersom dessa inte varit i kyrkan utan förvarades hos kyrkvärden, och inte heller fanns det något tecken på att kyrkklockorna hade skavts.
Han skrev sedan till både häradsrätten på Näs och hovrätten att de som hade erkänt alla hade varit sjuka och utmattade av svält och hunger, och att historierna måste ha sitt ursprung i drömmar uppkomna av de gamla häxberättelserna från förr. 14 september 1720 begärde Ribbing att hovrätten skulle ta hand om saken. 
Hovrättskommissionen öppnade fallet i augusti 1721, och de anklagade överfördes då till Karlstad. Domen utfärdades 12 september 1722. Inga dödsdomar utfärdades, men de som hade erkänt blev dömda till piskning, uppenbar skrift, fängelse och förvisning från orten eller landet. Bland dem var Elin i Mofikerud, som dömdes till spöstraff vid kyrkan två söndagar i rad och förvisning. Domen underställdes automatiskt högre instans, och under tiden kvarblev de åtalade i fängelse. Först 13 maj 1724 avslutades slutligen målet genom att justitierevision fastställde den tidigare domen över de flesta, utom för Mickelsmor och Lisbet i Fjället, vars domar mildrades. 

## Eftermäle
Häxprocessen i Södra Ny var länge en av de mest ihågkomna av de svenska häxprocesserna, eftersom den ofta förekom som läsning i så kallade örestryck och småskrifter, varav den mest kända var: Trollpackan Kapten Elins förment Resa till Blåkulla och Bekantskap med Djefulen från 1815.

### "Kapten Elins trolltyg"

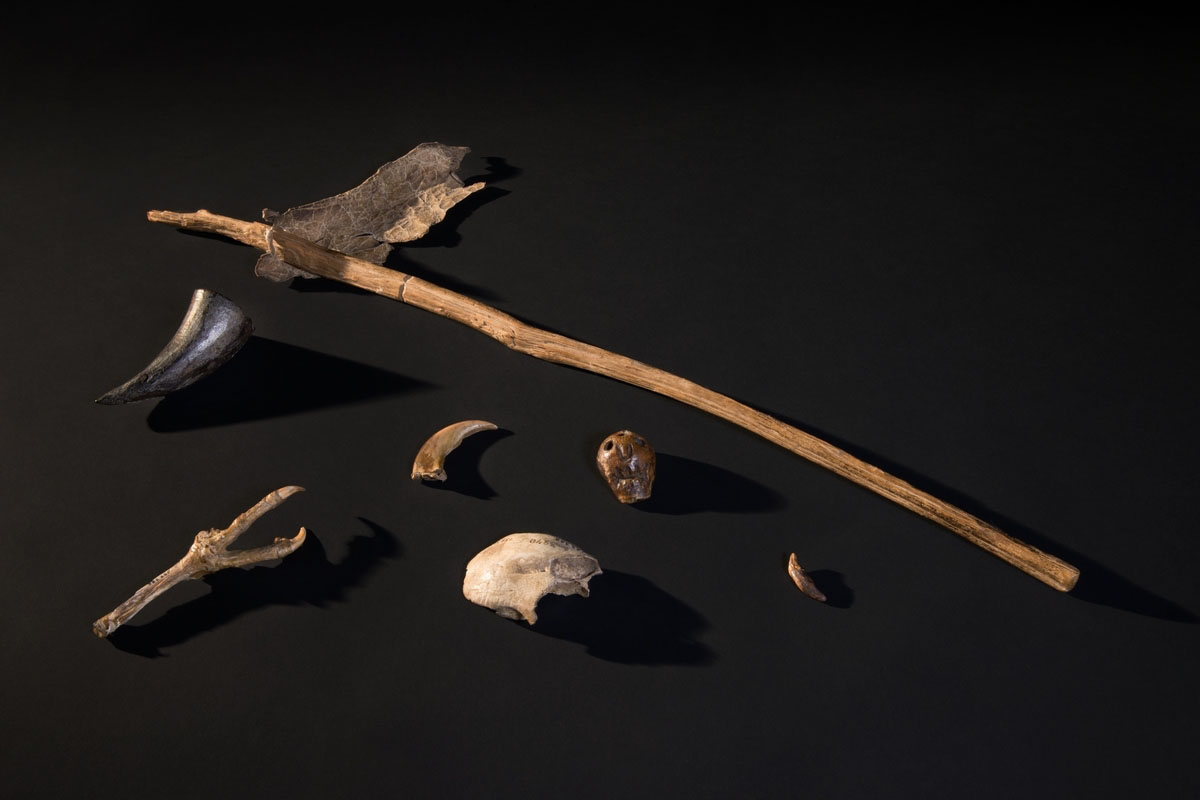
"Kapten Elins trolltyg", som består av en mjölkhare, ett kohorn, en hönsfot, en dödskalle, en björnklo, en bit skallben och eventuellt en tand.

En samling föremål som kallats för "Kapten Elins trolltyg" förvarades länge på Göta hovrätt i Jönköping, men överlämnades 1864 till Statens historiska museum och 1926 till Nordiska museet. De har enligt traditionen tillhört Kapten Elin, men härstammar troligen från flera separata häxprocesser. 
Troligen härstammar "Kapten Elins" dödskalle från en annan person, nämligen Anna Maria Adamsdotter (född cirka 1680) som var av resandesläkt. Hennes mål som hade med trolldom att göra sköttes också av Göta hovrätt. Dödskallen överensstämmer med beskrivning och är förmodligen ett av de äldsta föremålen kopplad till romsk historia i världen.